# Repentabor
Repentabor (lokalno samo Repen, italijansko Monrupino) je naselje s 867 prebivalci v Tržaški pokrajini na Krasu v Italiji ter sedež Občina Repentabor. Večina prebivalcev občine Repentabor je slovenske narodnosti.

## Poimenovanja
Ker so domačini v nekem smislu lastniki lokalnih toponimov, torej tudi imen krajev, ter si zelo prizadevajo za ohranitev slovenskih imen v že utečeni rabi, so na občini dosegli, da se namesto poprejšnjih imen Rupingrande - Repentabor in Zolla - Col uporabljata edini uradni obliki »Repen« in »Col«. Le ime občine je ostalo nespremenjeno, to je Comune di Monrupino / Občina Repentabor.

## Občina Repentabor
Občina Repentabor je najmanjša občina v Tržaški pokrajini. Meri samo 12 km² in poleg Repna obsega še zaselek Fernetiči in vas Col.

### Opis
Občina leži tik ob italijansko-slovenski mêji in mejí na občino Sežana v Sloveniji. Obe občini sta povezovala dva mednarodna mejna prehoda: Sežana-Fernetiči in Voglje-Repentabor. Mejni prehod Sežana-Fernetiči je bil v času SFR Jugoslavije verjetno najbolj prometen mejni prehod z Italijo. Tudi danes ostaja ta koridor glavna prometna povezava med zahodno in jugovzhodno Evropo.

### Občinski simboli
Podoba župnijske cerkve z obzidjem, ki se nahaja vrh griča nad vasjo Col, je tudi v občinskem grbu.

## Znamenitosti
Poleg taborne župnijske cerkve velja omeniti Kraško hišo v Repnu, med prireditvami pa Kraško ohcet, ki jo priredijo vsako drugo leto (ob lihih letih) zadnjo nedeljo v avgustu v repenski cerkvi.

### Repenske stene
Repenske stene so kamniti osamelci visoki do 10 metrov, ki stojijo na vrhu klanca pod vzpetino Tabor ob cesti proti vasi Col. Sestavljeni so iz apnenca, ki je v glavnem sestavljen iz zdrobljenih lupin školjk vezanih s kalcitom. Stene so naravni pojav posebnega geomorfološkega pomena, ki so nastale zaradi kemičnega raztapljanja ob delovanju meteornih voda in posebne geografske lege. Skale iz školjčnega apnenca so manj podvržene agresivnemu delovanju vode predstavljajo sedaj osamelce, medtem ko se je ostala bolj topna apnenčasta površina raztopila. Poleg tega se ti kamniti bloki nahajajo na vrhu prelaza, kjer je raztapljanje intenzivnejše: netopljivi ostanki karbonatnih kamnin ne ostanejo na mestu in zato povzročajo večjo višinsko razliko med školjčnimi apnenci in okoliško površino. Na enem od teh osamelcev je postavljena spominska plošča žrtvam fašizma.

## Etnična sestava prebivalstva
Po popisu prebivalstva iz leta 1971 se je 77,3 % prebivalcev opredelilo, da so Slovenci.

## Upravna členitev
Je najmanjša občina v Tržaška pokrajina, s tremi zaselki: Col (sedež občine), Fernetiči (Fernetti) in Repen.

### Zaselki in kraji
- Fernetiči (Fernetti): 172 preb.
- Repen (prej Rupingrande): 438 preb.
- Col (prej Zolla di Monrupino): 68 preb.

## Župnijska cerkev
Župnijska cerkev Device Marije stoji na 418 m.n.m. visoki vzpetini z imenom Tabor. 

### Zgodovina taborne cerkve
Razvaline v okolici pričajo o burni preteklosti kraja. Na pobočju taborske vzpetine so še vidni ostanki  gradišča iz sredine drugega tisočletja pr. n. št. V rimskem času je pod Taborom vodila cesta iz Trsta proti vzhodu. Iz tega časa so vidni ostanki obrambnega stolpa ob glavnem vhodu na Repen
in ostanki trojnega obzidja na pobočju. 
Na zahodnem vhodu v tabor je slovenski napis iz leta 1828, napisan v bohoričici, ki navaja, da je bil Tabor ponovno pozidan leta 911 - v času ogrskih vpadov. Repenska cerkev se prvič omenja v škofijski listini iz leta 1316. Listina navaja tudi (slovenska) imena nekaterih okoliških vasi in je dragocen dokument o nepretrganem življenju Slovencev v teh krajih.
Prenovljeno in povečano cerkev je leta 1512 posvetil tržaški škof Peter Bonomo, prijatelj in mecen Primoža Trubarja.
V času turških vpadov so cerkev obnovili in utrdili z obzidjem (o tem pričuje letnica 1559 na vhodu v župnišče).
Današnjo podobo je cerkev dobila leta 1750, tedanjo gradnjo je vodil tomajski župnik Klepše.
Leta 1794 je tržaški škof Sigmund von Hohenwart cerkvi podaril oltarno sliko Marije, delo tržaške slikarke Marie Candido, ki še danes krasi glavni oltar. Poleg cerkve (znotraj obzidja) stojijo še župnišče, mežnarija in stavba, ki je bila včasih sedež repenske srenje (oblika lokalne samouprave). Repen je bil včasih precej pomembna lokalna romarska pot. Za veliki šmaren so se včasih proti Repnu vile številne procesije iz Trsta, Sežane in številnih manjših krajev na Krasu. Obiskovalci radi obiščejo župnijsko cerkev tudi zaradi izrednega razgleda po Krasu, proti morju in proti Karavankam ter Alpam v daljavi.

## Galerija
- Repen
- Repen
- Repen
- Pogled na Nanos